# Уркварт, Лесли
Джон Лесли Уркварт (11 апреля 1874, Айдын близ Смирны, Турция — 13 марта 1933, Лондон, Великобритания) — шотландский предприниматель, миллионер, изобрететатель.

## Биография
Родился 11 апреля 1874 года в Айдыне, в 80 км от Смирны (Оттоманской империи, ныне Измир) в семье выходцев из Шотландии Эндрю и Жанны Урквартов. Глава семейства занимался прибыльной экспортной торговлей лакрицей (корень солодки) и лакричной пастой, экстракт из которой широко использовался в фармацевтической и табачной промышленности, кондитерском производстве..
Получил среднее образование на Ближнем Востоке, высшее — в Эдинбургском университете. К моменту поступления в университет владел английским, французским, турецким, греческим языками (в дальнейшем освоил немецкий, русский и некоторые языки народов Кавказа).
Под влиянием своего дяди — Томаса Уркварта, инженера, ушедшего в отставку с должности начальника Грязе-Царицинской железной дороги России, принимает предложение стать генеральным директором лакричного завода ОТС в городе Уджаре.
В мае 1897 года впервые посетил Баку, расположенный в 250 км от Уджара, для того, чтобы встретиться с небольшим сообществом иностранцев, проживавших в этом регионе.
Успешно вел бизнес по сбору и экспорту лакрицы, по делам бизнеса много ездил по региону, хорошо выучил азербайджанский язык.   
В 1902 году приглашён в нефтедобывающую компанию «Шибаев», стал управляющим. 30-летний Уркварт вскоре был назначен британским вице-консулом и практически объединил весь британский нефтяной капитал в регионе, возглавив, кроме «Шибаева» еще и «Биби-Эйбатское нефтяное общество», а затем и «Общество для добывания русской нефти и жидкого топлива (Олеум)» и «Бакинское общество русской нефти» (Б. О. Р. Н.). В качестве управляющего пережил периоды массовых забастовок 1903-1904 годов. При погромах армяно-татарской резни 1905-1906 годов значительная часть нефтяной промышленности была разрушена, сам Уркварт побывал в качестве заложника. Организовывал эвакуацию англичан из охваченных беспорядками местностей. В июне 1906 года вернулся в Лондон, где был награжден медалью Альберта за спасение жизней.
Вернувшись в Лондон, Уркварт организовал Англо-Сибирскую компанию, с целью инвестирования в России. Вскоре компания получила предложение купить Кыштымские заводы на Урале, находившиеся в упадке из-за устаревших технологий. Заводами в то время владел и управлял барон В. В. Меллер-Закомельский. В 1908 году Уркварт скупил акции наследников купца Л. И. Расторгуева и завладел Кыштымским горным округом. Была создана корпорация «Общество Кыштымских заводов», директором которой стал Лесли Уркварт. В. В. Меллер-Закомельский остался в качестве председателя правления заводов. Управляющим был нанят Ф. А. Иванов.
За два года Кыштымские заводы расплатились с накопившимися долгами и начали приносить заметную прибыль. Производство меди достигло почти 20% от общероссийского.
В 1909 году Лесли Уркварт женился на двадцатилетней графине Берил да Силва-Балд, потомке шотландской аристократии. Первые двое детей пары родились в Кыштыме. В 1911 году он купил в качестве семейного особняка дом в городке Brasted графства Кент.   
В 1910 году основал Карабашский медеплавильный завод на базе имеющихся месторождений медно-колчеданных руд. Основной сырьевой базой было Александринское месторождение меди. К 1915 году завод был в числе ведущих в России по уровню технической оснащённости и объёмам производства. В 1916 году на Карабашском заводе была пущена первая в России отражательная печь.
В 1912 году Уркварт создал Южно-Уральское горное акционерное общество.
В 1913 году внимание Уркварта привлекли цинко-серебряные месторождения вокруг Риддера и угольные месторождения Экибастуза. В октябре 1914 года было основано «Риддерское горно-промышленное акционерное общество» с уставным капиталом в двадцать миллионов рублей. Председателем стал В. В. Меллер-Закомельский, среди членов правления Л. А. Уркварт и Ф. А. Иванов. Аналогично было зарегистрировано  «Киргизское горно-промышленное акционерное общество» для добычи угля в Экибастузе. 
Для доставки свинцового и цинкового концентратов от места добычи в Риддере к месту переработки в Экибастузе была построена железная дорога Риддер–Усть-Каменогорск, для которой в виде исключения были выделены дефицитные по временам войны рельсы — оборонная промышленность остро нуждалась в продукции этих двух обществ.  
В 1917 году за успехи в развитии российской промышленности Уркварт был награжден орденом Святого Станислава II степени.
После Февральской революции забастовочное движение фактически остановило производство и на Кыштымских заводах, и в Риддере и в Экибастузе. Временное правительство не могло заставить рабочих вернуться к работе, а требования сокращения рабочего дня и повышения зарплаты делало работу обществ убыточной.
После Октябрьской революции  Уркварт в 1921 году попытался получить четыре своих завода (в Риддере, Экибастузе, Кыштыме и на Таналыке) в концессию. 9 сентября 1922 года был подписан предварительный концессионный договор на 99 лет, но по настоянию В.И. Ленина 5-6 октября 1922 года сначала пленум ЦК РКП (б), а затем СНК РСФСР отказались утвердить этот договор.
В 1920-е годы Уркварт занимался развитием горнодобывающей промышленности в Квинсленде, Австралия.